# Burushaski
Burushaski [buˈɾuɕaski] är ett språk som talas i Karakorumbergen i norra Pakistan av ungefär 100 000 människor. Det är varken besläktat med de angränsande indoariska (dardiska) språken shina och khowar, eller det i norr angränsande östiranska wakhi. De flesta forskare anser att burushaski är ett isolerat språk, som inte är besläktat med något annat känt språk i världen. 

## Sociolingvistisk situation
Burusho – talarna av burushaski – lever i den nordvästra delen av Gilgitdistriktet i norra Pakistan, i Hunza- och Nager-området på båda sidor av floden Hunza och i Yasin-dalen, som ligger 100 kilometer därifrån. Yasindialekten avviker tydligt från Hunza-Nagar-dialekten (fonetiskt, lexikaliskt, delvis även morfologiskt), men det råder full ömsesidig förståelse. 
Det genetiskt isolerade språket burushaski skiljer sig inte bara i sitt ord- och formbestånd från alla andra språk i världen, utan är också språktypologiskt mycket egenartat, framför allt i den komplexa verbalmorfologin och i nominalmorfologin. Förutom de gamla lånorden från de angränsande dardiska språken (framför allt från shina, men även från khowar) och i några fall från det sino-tibetanska balti når numera allt fler urduord och engelska begrepp burushaski. Den mellersta generationen har redan förlorat en del av den gamla arvordskatten och de yngre behärskar ofta inte längre den komplexa morfologin och syntaxen. De bildade burusho beklagar sitt språks förfall. Ändå har antalet talare ökat något igen under det senaste årtiondet och inställningen hos de flesta burusho till sitt språk är sammantaget positiv; de utgår från att även deras barn ska lära sig burushaski och föra det vidare. De flesta burusho föredrar fortfarande modersmålet som kommunikationsmedel, och det är bärare av en ytterst livaktig muntlig berättarkultur, fastän många burusho är flerspråkiga och även behärskar khowar, shina eller urdu.

## Forskningshistoria
De första stationerna i utforskningen av burushaski är arbetena av G. W. Leitner och J. Biddulph i slutet av 1800-talet. Nästa betydande bidrag var D. L. R. Lorimers The Burushaski Language 1935-38. Det innehöll en stor ordlista och en grammatik över burushaski, som hade bestånd i 60 år. De avlägset viktigaste nyare arbetena kommer från Hermann Berger, som har gjort omfattande analyser och framställt grammatik och ordbok för Yasin-dialekten (1974) och för Hunza-Nagar-dialekten (1998).  

## Släktskap med andra språk

### Den dene-kaukasiska hypotesen
Burushaski har ansetts och anses ännu av sina viktigaste utforskare som ett isolerat språk. Ändå har det gjorts försök, liksom med alla språk som inte låter sig inordnas i kända språkfamiljer, att förbinda burushaski med andra språk eller språkgrupper, i första hand med baskiskan och de nordkaukasiska språken. En ännu vidare ram drar till exempel B. Blažek och Bengtson (1995) med en inordning av burushaski i den hypotetiska makrofamiljen sino-kaukasiska språk eller dene-kaukasiska språk, som förutom de sinotibetanska språken omfattar så att säga alla eurasiska restspråk, som baskiska, kaukasiska, hurritiska, urarteiska, sumeriska, jenisejiska språk, nahali och burushaski, samt i en utvidgad version även de nordamerikanska Na-denespråken. Ingen av dessa hypoteser har hittills fått något allvarligt erkännande, då det lexikaliska material som anförts som bevis i de flesta forskares ögon inte klarar en allvarlig prövning. Alltså betraktas fortfarande burushaski oftast som ett isolerat språk.

### Den jenisejska hypotesen
En intressant nyare tes kan man tolka som en del av den mer omfattande dene-kaukasiska hypotesen, men den ska ändå inte förbli oomnämnd: van Driem (2001) hänvisar till en nära typologisk – som skulle vara utan betydelse genetiskt – men också materiell släktskap i verbalmorfologin (särskilt personprefixen) mellan burushaski och ket, ett jenisejspråk. Han konstruerar ur detta en ’’karasuk’’-familj, som skulle bestå av å ena sidan jenisejspråken, å andra sidan burushaski. Han ser sammanhang mellan denna hypotetiska lingvistiska enhet och en förhistorisk centralasiatisk kultur, ”karasuk-kulturen”. Som en följd av motsatta vandringsrörelser under andra årtusendet f.Kr. ska de nuvarande jenisejfolken ha kommit till Sibirien och burusho till Karakorum. Burushos förflyttning ska då under lång tid ha förlöpt parallellt med den dardiska gruppen bland indoarierna, vilket kunde förklara de talrika tidiga lånorden ur de dardiska språken. Därmed skulle burushaski inte vara ett språk som talades före de indoariska språken i det indiska området. En invandring skulle ha skett parallellt i tiden med de indoariska invandringarna under andra årtusendet f.Kr., och folket antas ha nått det nuvarande bosättningsområdet först under första årtusendet f.Kr. Lexikaliskt låter sig en potentiell släktskap mellan jenisejspråken och burushaski hittills knappast styrkas. De föreslagna morfologiska överensstämmelserna är inte heller oomstridda.

### Den indoeuropeiska hypotesen
I juni 2012 släpptes ett uttalande av Macquarie University som hävdar att det finns starka bevis för att överväga att burushaski är av indoeuropeiskt ursprung, med ursprung i frygiskan. Ett nummer av Journal of Indo-European Studies (2012:40) ägnas helt åt dessa undersökningsresultat.

## Språkliga kännetecken
Väsentliga drag i burushaski är ett fyrklassystem hos substantiv och en ytterst komplicerad verbalmorfologi med ett elvaställigt positionssystem (båda förklaras nedan). Följande översikt gäller för Hunza-Nager-dialekten och är baserad på Hermann Bergers omfattande grammatik från 1998. 
Burushaskis fonemuppsättning är relativt stor, men inte extrem (34 konsonanter, 5 vokaler). Det innehåller – liksom de dardiska språken – även retroflexa konsonanter (konsonanter som bildas med tillbakaböjd tungspets mot den hårda gommen, här betecknade med en underställd punkt, till exempel ţ). Vokalerna är /a, e, i, o, u/, som förekommer i korta och långa versioner, och vid de långa versionerna kan flera varianter urskiljas.

## Nominalmorfologi

### Substantivklasser
I burushaskis morfologi finns fyra substantivklasser (ungefär motsvarande grammatiskt genus): 
- m > manliga mänskliga väsen, gudar och andar
- f > kvinnliga mänskliga väsen och andar
- x > djur, "uppräkneliga" föremål
- y > abstrakta, vätskor, "ouppräkneliga" föremål

Förkortningen "h" (human) används som sammanfattning av m- och f-klasserna, "hx" som sammanfattning av m-, f- och x-klasserna. Substantiv i x-klassen betecknar typiskt uppräkneliga icke-mänskliga väsen eller ting, till exempel djur, frukter, stenar, ägg, mynt; substantiv i y-klassen däremot betecknar i regel ouppräkneliga icke-mänskliga väsen eller objekt, till exempel ris, vätskor, pulvriserade ämnen, eld, vatten, snö, ull etc. 
Dessa tilldelningar är dock inte allmängiltiga, då även uppräkneliga objekt kan tillhöra y-klassen, till exempel ha, "hus". Intressanta är också ord som med små betydelseskillnader kan vara såväl x som y, exempelvis betyder bayú i x-klassen "salt i stycken", i y-klassen ”salt i pulverform”. Fruktträd uppfattas som kollektivum och tillhör y-klassen, medan deras frukter däremot, som räknebara enheter, tillhör x-klassen. Samma föremål blir ibland behandlade som x eller y beroende på vilket material de är framställda av. Exempelvis räknas sten och trä som x, metall och läder som y. Artikel, adjektiv, räkneord och andra attribut kongruerar med klassen hos det substantiv som de bestämmer.

### Pluralbildning
Substantivet i burushaski har två numerus: singular och plural. Singular är den omarkerade formen. Plural kännetecknas med suffix, som i regel är avhängiga substantivets klass:
- h-klassen > vanliga pluralsuffix: -ting, -aro, -daro, -taro, -tsaro
- h- och x-klasserna > vanliga pluralsuffix: -o, -išo, -ko, -iko, -juko; -ono, -u; -i, -ai; -ts, -uts, -muts, -umuts; -nts, -ants, -ints, -iants, -ingants, -ents, -onts
- y-klassen > vanliga pluralsuffix: -ng, -ang, -ing, -iang; -eng, -ong, -ongo; -ming, -čing, -ičing, -mičing, -ičang (Nagar-dialekt)

Vissa substantiv tillåter två eller tre olika pluralsuffix, medan andra förekommer enbart i plural utan särskilt suffix, till exempel bras ”ris”, gur ”vete”, bishké ”djurhår” (så kallade pluralia tantum), och ytterligare andra har samma form i singular och plural: till exempel hagúr ”häst(ar)”. Adjektiv har sina egna pluralsuffix och deras användning är avhängig klassen hos det substantiv som de bestämmer, till exempel bildar burúm ”vit”  x pl. burúm-išo, y pl. burúm-ing.
Några exempel på pluralbildning i burushaski
- wazíir (m), pl. wazíirting ”vesir, minister”
- hir (m), pl. hirí ”man” (accentförflyttning)
- gus (f), pl. gushíngants ”fru” (accentförflyttning)
- dasín (f), pl. dasíwants ”flicka, ogift kvinna”
- huk (x), pl. hukái ”hund” (accentförflyttning)
- tilí (x), pl. tilí ”valnöt”
- tilí (y), pl. tiléng ”valnötsträd”

### Kasusbildning
Burushaski är ett ergativt språk. Det har fem primära kasus:
| Kasus     | Suffix          | Funktion                                                              |
| --------- | --------------- | --------------------------------------------------------------------- |
| Absolutiv | omarkerad       | Subjekt till intransitiva verb och direkt objekt till transitiva verb |
| Ergativ   | -e              | Subjekt till transitiva verb                                          |
| Obliquus  | -e; -mo (f-kl.) | Genitiv; basis för sekundära kasusändelser                            |
| Dativ     | -ar, -r         | Dativ, allativ                                                        |
| Ablativ   | -um, -m, -mo    | Separativ (varifrån?)                                                 |

Kasussuffixen fogas vid pluralformer till pluralsuffixet, till exempel Huséiniukutse ”Husseins folk” (ergativ plural). Genitivändelsen är endast i singular av f-klassen /-mo/, annars alltid /-e/ (alltså identisk med ergativändelsen). Dativändelsen /-ar/, /-r/ blir i singular av f-klass likaså påhängd på obliquus, annars på absolutiv. Exempel:
- hir-e ”mannens”, gus-mo ”kvinnans”
- hir-ar ”åt mannen”, gus-mu-r ”åt kvinnan”

Genitiven står före det substantiv som den utgör bestämning till: Hunzue tham ”emiren av Hunza”.
Ändelserna för sekundära kasus bildas från ett sekundärt kasussuffix (ofta betecknat som ”infix”) och en av de primära ändelserna /-e/, /-ar/ och /-um/. Här står /-e/ för lokativ (svarar på frågan ”var?”), /-ar/ för terminativ (svarar på frågan ”vart?”) och /-um/ för ablativ-separativ (svarar på frågan ”varifrån?”). Infixen och deras grundbetydelser är
1. /-ts-/ ”på”
2. /-ul-/ ”i”
3. /-aţ-/ ”på, med”
4. /-al-/ ”vid” (endast i Hunza-dialekten)

Därav resulterar följande ”sammansatta” eller sekundära kasus: 
| Infix | Lokativ          | Terminativ         | Separativ          |
| ----- | ---------------- | ------------------ | ------------------ |
| -ts-  | -ts-e ”på”       | -ts-ar ”till”      | -ts-um ”från”      |
| -ul-  | -ul-e ”i”        | -ul-ar ”in i”      | -ul-um ”ut ur”     |
| -aţ-  | -aţ-e ”på , med” | -aţ-ar ”upp på”    | -aţ-um ”ned från”  |
| -al-  | -al-e ”vid”      | -al-ar ”bort till” | -al-um ”bort från” |

De regelbundna ändelserna /-ul-e/ och /-ul-ar/ är föråldrade och ersätts idag oftast med /-ul-o/ respektive /-ar-ulo/.

### Pronominalprefix och pronomen
Nomen för kroppsdelar och släktskapsbeteckningar uppträder i burushaski obligatoriskt med ett pronominalprefix. Man kan alltså inte säga helt enkelt ”mor” eller ”arm” på burushaski, utan bara ”min arm”, ”din mor”, ”hans far” etc. Till exempel betyder roten mi ”mor”, men den kan inte uppträda isolerat, istället heter det: 
- i-mi ”hans mor”, mu-mi ”hennes mor” (3f sg.), u-mi ”deras mor” (3h pl.), u-mi-tsaro ”deras mor” (3h pl.).

Pronominal- eller personprefixen rättar sig efter person, numerus och – i tredje person – efter nominalklass. En översikt över grundformerna ges i följande tabell över pronominalprefixen: 
| Person/ nominalklass | Singular | Plural   |
| -------------------- | -------- | -------- |
| 1. person            | a-       | mi-, me- |
| 2. person            | gu-, go- | ma-      |
| 3. person m          | i-, e-   | u-, o-   |
| 3. person f          | mu-      | u-, o-   |
| 3. person x          | i-, y-   | u-, o-   |
| 3. person y          | i-, e-   | i-, e-   |

Personliga pronomen i tredje person skiljer mellan en ”avlägsen” och en ”nära” form, till exempel khin ”han, den här” (här i närheten) men in ”han, den där” (där borta). I obliquus finns det dessutom så kallade kortformer. 

## Räkneord
Talsystemet i burushaski är vigesimalt, alltså baserat på enheten 20. Till exempel heter 20 altar, 40 alto-altar (2 gånger 20), 60 iski-altar (3 gånger 20) etc. Grundtalen är 1 hin (eller han, hik), 2 altán (eller altó), 3 iskén (eller uskó), 4 wálto, 5 čundó, 6 mishíndo, 7 thaló, 8 altámbo, 9 hunchó, 10 tóorumo (även toorimi och turma) och 100 tha.
Exempel på sammansatta tal: 
11 turma-hin, 12 turma-altan, 13 turma-isken osv., 19 turma-hunti; 20 altar, 30 altar-toorimi, 40 alto-altar, 50 alto-altar-toorimi, 60 iski-altar osv, 21 altar-hik, 22 altar-alto, 23 altar-iski osv.

## Verbalmorfologi

### Allmänt
Burushaskis verbalmorfologi är ytterst komplex och formrik, jämförbar med sumeriskan, baskiskan, ket eller vissa nordkaukasiska språk. Många ljudförändringar (assimilationer, syneres, accentförskjutningar) gör nästan varje verb morfologiskt unikt. Här kan endast några grundprinciper anges.
De finita verbformerna i burushaski bildar bland andra följande kategorier:
| Kategori      | Möjliga former                                            |
| ------------- | --------------------------------------------------------- |
| tempus/aspekt | presens, futurum, imperfekt, perfekt, pluskvamperfekt     |
| modus         | konditionalis, tre optativer, imperativ, konativ          |
| numerus       | singular, plural                                          |
| person        | 1:a., 2:a och 3:e person (i imperativ endast 2:a person)  |
| nominalklass  | de fyra nominalklasserna f, x och y (endast i 3:e person) |

Hos många transitiva verb kännetecknas förutom subjektet även det (direkta) objektet, och rentav med pronominalprefix, som likaså uppvisar kategorierna numerus, person och – i tredje person – nominalklass. Alla verb har negerade former, och vissa intransitiva verb bildar morfologiskt sekundära transitiv-former. De infinita verbformerna  - det innebär i burushaski absolutivum för förfluten tid och nutid (jämförbara med particip), perfekt particip och två infinitiver – besitter alla kategorier hos de finita formerna utom tempus och modus. Infinita former bildar tillsammans med hjälpverb perifrastiska (sammansatta) former.

### De finita verbformernas 11 positioner
Alla verbformer låter sig beskrivas genom ett komplicerat, men regelbundet, positionssystem. Berger urskiljer sammanlagt 11 positioner (även kallade ”slots”), som dock inte alla kan vara besatta i en enskild verbform. Vissa positioner uppvisar alternativa besättningsmöjligheter (nedan kännetecknade med A/B/C). Verbalstammen besätter position 5. Dessförinnan finns det alltså fyra positioner för prefix, och därefter sex positioner för suffix. Följande tabell ger en översikt. Särskilt viktiga positioner framhålls. 
- Verbformernas positioner (slots) i burushaski

| Position | Affix och deras betydelse                                                                 |
| -------- | ----------------------------------------------------------------------------------------- |
| 1        | Negationsprefix a-                                                                        |
| 2a/b     | d-prefix (bildning av intransitiver) / n-prefix (absolutprefix)                           |
| 3        | Pronominalprefix: Subjekt för intransitiva verb, objekt för transitiva verb               |
| 4        | s-prefix för bildning av sekundära transitiver                                            |
| 5        | VERBALSTAM                                                                                |
| 6        | Pluralsuffix -ya- på verbalstammen                                                        |
| 7        | Presensstamtecken -č- (eller š, ts..) för bildning av presens, futurum, imperfekt         |
| 8a/b     | Pronominalsuffix för 1:a sg. -a- (subjekt) / bindevokal (utan betydelse)                  |
| 9a       | m-suffix: bildar m-particip och m-optativ från den enkla stammen /                        |
| 9b       | m-suffix: bildar futurum och konditionalis från presensstammen /                          |
| 9c       | n-suffix för kännetecknande av absolut (jfr. position 2) /                                |
| 9d       | š-suffix för bildning av š-optativ och -iš-infinitiv /                                    |
| 9e       | infinitivändelse -as, -áas / optativsuffix -áa (direkt på stammen)                        |
| 10a      | pronominalsuffix för 2:a och 3:e person och 1:a pl. (subjekt. Se nedan för former) /      |
| 10b      | Imperativändelser (till den rena stammen) /                                               |
| 10c      | Former av hjälpverbet ba- för bildning av presens, imperfekt, perfekt och pluskvamperfekt |
| 11       | Nominala flexionsändelser och partiklar                                                   |

### Bildning av tempus och modus
Bildningen av tempus och modus sker med användning av de olika positionerna eller slotsen på ganska komplicerade sätt. Preteritum, perfekt, pluskvamperfekt och konativ bildas då från den enkla stammen; presens, imperfekt, futurum och konditionalis från presensstammen, som uppstår genom en utvidgning av den enkla stammen i position 7 (oftast med -č-). Direkt från stammen avleds optativ och  imperativ. Sammantaget framgår följande schema:
Bildning av tempus och modus av exempelverbet her "gråta", utan prefix:
- Tempus från den enkla stammen

| Grammatisk kategori | Bildning                                      | Form och översättning              |
| ------------------- | --------------------------------------------- | ---------------------------------- |
| konativ             | stam + personsuffix                           | her-i "han kommer snart att gråta" |
| preteritum          | stam [+ bindevokal] + m-suffix + personsuffix | her-i-m-i "han grät"               |
| perfekt             | stam [+ bindevokal] + hjälpverb i presens     | her-u-ba-i "han har gråtit"        |
| pluskvam- perfekt   | stam [+ bindevokal] + hjälpverb i preteritum  | her-u-ba-m "han hade gråtit"       |

- Tempus från presensstammen = stam + presenstecken

| Grammatisk kategori | Bildning                                                         | Form och översättning              |
| ------------------- | ---------------------------------------------------------------- | ---------------------------------- |
| futurum             | stam + presenstecken [+ bindevokal + m-suffix] + personändelse   | her-č-i-m-i ”han kommer att gråta” |
| presens             | stam + presenstecken + bindevokal + hjälpverb i presens          | her-č-u-ba-i ”han gråter”          |
| imperfekt           | stam + presenstecken + bindevokal + hjälpverb i preteritum       | her-č-u-ba-m ”han grät (ofta)”     |
| konditionalis       | stam + presenstecken + bindevokal + m-suffix (utom 1:a pl.) + če | her-č-u-m-če ”... skulle gråta”,   |
| konditionalis       | stam + presenstecken + bindevokal + ändelse 1:a pl. + če         | her-č-an-če ”vi skulle gråta”      |

- Optativ och imperativ

| Grammatisk kategori | Bildning                            | Form och översättning     |
| ------------------- | ----------------------------------- | ------------------------- |
| áa-optativ          | stam + áa (i alla personer)         | her-áa ”... ska.. gråta”  |
| m-optativ           | stam + [bindevokal] + m-suffix      | her-u-m ”... ska.. gråta” |
| š-optativ           | stam + (i)š + personändelse         | her-š-an ”de ska gråta”   |
| imperativ singular  | stam [+ é vid ändelsebetonade verb] | her ”gråt!”               |
| imperativ plural    | stam + in                           | her-in ”gråt!”            |

### Kännetecknande av subjekt och objekt
Kännetecknandet av verbformens subjekt och objekt sker genom pronominala  prefix och suffix i positionerna 3, 8 och 10 på följande sätt:
| Affixtyp | Position | Funktion                                                         |
| -------- | -------- | ---------------------------------------------------------------- |
| Prefix   | 3        | direkt objekt vid transitivt verb, subjekt vid intransitivt verb |
| Suffix   | 8/10     | subjekt vid transitivt och intransitivt verb                     |

Personprefixen är identiska med pronominalprefixen vid nomen (obligatoriska vid kroppsdelar och släktskapsbeteckningar, se ovan). Formerna av prefixen (position 3) och suffixen (positionerna 8 och 10) är förenklat sammanfattade i de följande tabellerna:
- Pronominalprefix (position 3)

| Person/ nominalklass | Singular | Plural |
| -------------------- | -------- | ------ |
| 1:a person           | a-       | mi-    |
| 2:a person           | gu-      | ma-    |
| 3:e person m         | i-       | u-     |
| 3:e person f         | mu-      | u-     |
| 3:e person x         | i-       | u-     |
| 3:e person y         | i-       | i-     |

- Pronominalsuffix (positionerna 8 och 10)

| Person/ nominalklass | Singular | Plural |
| -------------------- | -------- | ------ |
| 1./2:a person        | -a       | -an    |
| 3:e person m         | -i       | -an    |
| 3:e person f         | -o       | -an    |
| 3:e person x         | -i       | -ie    |
| 3:e person y         | -i       | -i     |

Här följer några exempel på konstruktioner i preteritum av det transitiva prefigerande verbet 
phus ”binda” för förklaring av samspelet av prefix och suffix: 
- i-phus-i-m-i > han band honom (besatta positioner: 3-5-8-9-10)
- mu-phus-i-m-i > han band henne
- u-phus-i-m-i > han band dem (pl. hx)
- mi-phus-i-m-i > han band oss

- i-phus-i-m-an > vi band / ni band / de band honom
- mi-phus-i-m-an > ni band / de band oss
- i-phus-i-m-a > jag band / du band honom
- gu-phus-i-m-a > jag band dig

Pronominalaffixen används också när substantiv intar subjektets eller objektets roll, till exempel hir i-ír-i-mi ”mannen dog”. Vid intransitiva verb kan subjektfunktionen vara markerad både genom ett prefix och ett suffix – alltså dubbelt. Exempel:
- gu-ir-č-u-m-a ”du kommer att dö” (futurum)
- i-ghurts-i-m-i ”han sjönk” (preteritum)

Pronominalprefix uppträder inte vid alla verb och i alla tempus. Vissa verb använder aldrig personprefix, andra alltid, åter andra endast under bestämda omständigheter. Pronominala prefix uttrycker vid intransitiva verb ofta en avsiktlig verksamhet av subjektet, medan icke-prefigerade former betecknar en handling som inte sker med subjektets vilja. Exempel: 
- hurúţ-i-m-i ”han satte sig” (frivillig handling utan prefix)
- i-ír-i-m-i ”han dog” (ofrivillig handling med prefix)
- ghurts-i-mi ”han gick under vatten frivilligt: han dök” (utan prefix)
- i-ghurts-i-m-i ”han gick under vatten ofrivilligt: han sjönk” (med prefix)

### d-prefixet
En rad verb uppträder – vid sidan av sin grundform – med ett d-prefix (position 2), som före konsonant utvidgas med en ”harmonisk” vokal. Den exakta semantiska funktionen av denna d-bildning har inte förklarats. Till primära transitiver bildar d-prefixet, alltid utan pronominalprefix, reguljära intransitiver. Exempel:
- i-phalt-i-mi ”han bröt upp det” (transitiv)
- du-phalt-as ”brytas upp, explodera“ (intransitiv)

Ytterligare enskildheter i verbalmorfologin och andra delar av grammatiken finns att hämta i den angivna litteraturen (framför allt H. Berger 1998).